# Crocidura pseudorhoditis
Crocidura pseudorhoditis és una espècie de mamífer eulipotifle de la família de les musaranyes (Soricidae). És endèmica de l'illa indonèsia de Sulawesi, on viu a altituds d'entre 500 i 2.200 msnm. L'holotip tenia una llargada de cap a gropa de 148 mm, la cua de 70 mm, les potes posteriors de 16 mm i les orelles d'11 mm. Pesava 11 g. Té el pelatge de color gris. El seu nom específic, pseudorhoditis, es refereix a la seva semblança amb el seu congènere C. rhoditis. Com que fou descoberta fa poc, l'estat de conservació d'aquesta espècie encara no ha estat avaluat formalment.